# Svegsbygdens församling
Svegsbygdens församling är en församling i Södra Jämtland-Härjedalens kontrakt i Härnösands stift. Församlingen ingår i Härjedalens pastorat i Härjedalens kommun i Jämtlands län.

## Administrativ historik
Svegsbygdens församling bildades år 2006 genom sammanslagning av församlingarna Lillhärdal, Linsell, Sveg och Älvros och som ett eget pastorat.
 Församlingen ingår sedan 2017 i Härjedalens pastorat.

## Kyrkor
- Lillhärdals kyrka
- Linsells kyrka
- Svegs kyrka
- Älvros gamla kyrka
- Älvros nya kyrka